# Anton von Schulthess
Anton von Schulthess, auch bekannt als Schulthess-Rechberg und Schulthess-Schindler (* 14. Januar 1855 in Zürich; † 7. November 1941 ebenda), war ein Schweizer Mediziner und Entomologe. Er war der Sohn des Bankiers und Eisenbahninvestors Gustav Anton von Schulthess-Rechberg (1815–1891) und der Caroline Alexandrine Helene Thurneyssen (1823–1898).

## Leben und Wirken

### Der Arzt
Schulthess studierte von 1873 bis 1878 Medizin an der Universität Zürich und promovierte 1879 als Dr. med. Es folgten verschiedene Anstellungen als Assistenzarzt an Zürcher Kliniken. Von 1886 bis 1898 war er leitender Arzt der neu gegründeten Schweizerischen Anstalt für Epileptische in Zürich. Er war Oberst der Sanität und Korpsarzt sowie von 1894 bis 1918 Platzarzt in Zürich. Im Jahre 1898 eröffnete er eine Privatpraxis in Zürich. Von 1892 gehörte er dem Zürcherischen Hilfsverein für schweizerische Wehrmänner an, einer Vorläuferorganisation des Roten Kreuzes, und war von 1896 bis 1920 deren Präsident. Er amtierte während zehn Jahren, von 1894 bis 1904, als Vizepräsident des Zentralvorstandes des Schweizerischen Samariterbundes. Im Jahre 1897 wurde er als Vertreter des Bundesrates in das Gremium des neugeschaffenen Sekretariates für freiwilligen Sanitätsdienst gewählt. 1908 übernahm er die Präsidentschaft der Sektion Zürich des Roten Kreuzes, die er bis 1933 innehatte. Von 1915 bis 1938 war er Präsident der Schweizerischen Gemeinnützigen Gesellschaft und von 1929 bis 1939 des Schweizerischen Roten Kreuzes. Im Jahre 1935 wurde ihm von der Universität Zürich die Ehrendoktorwürde verliehen.

### Der Entomologe
Bereits als Kind war Schulthess von der Pflanzen- und Tierwelt fasziniert; so unternahm er zusammen mit seiner Schwester Exkursionen in die Natur. Er musste sich jedoch zunächst auf das Sammeln von Pflanzen beschränken, weil ihm von seinem Vater das Fangen und Töten von Käfern nicht erlaubt war. Als er 16 Jahre alt war, wurde ihm vom Vater das Sammeln von Insekten gestattet.
Von seinem Lehrer für Naturgeschichte, dem Entomologen August Menzel angeregt und gefördert, wurde sein naturwissenschaftliches Interesse vertieft. Menzel befasste sich zunächst mit Bienen und Wespen und veröffentlichte darüber Aufsätze in entomologischen Fachzeitschriften sowie im Neujahrsblatt der Naturforschenden Gesellschaft in Zürich. Es dürfte hauptsächlich Menzels Verdienst gewesen sein, dass sich Schulthess’ Hauptinteresse den Hautflüglern (Hymenopteren) zuwandte. Im Jahre 1875 wurde Schulthess als Zwanzigjähriger Mitglied der Schweizerischen Entomologischen Gesellschaft. Nicht nur bereits damals konnte er die Hymenopteren als sein Spezialgebiet bezeichnen, auch noch sechs Jahrzehnte später veröffentlichte er drei Publikationen zu diesem Thema.
Während eines medizinischen Studiensemesters an der Universität Wien im Jahre 1881 lernte Schulthess Hofrat Karl Brunner-von Wattenwyl kennen und konnte diesen auf eine Exkursion nach Serbien begleiten. Brunner-von Wattenwyl galt als Kenner der Heuschrecken (Orthopteren); der Aufenthalt in Wien steigerte Schulthess’ eigenes Interesse und legte den Grundstein für seine meisterhafte Systematik der Orthopteren. Schulthess’ diesbezügliche Publikationen vermitteln Forschungsergebnisse der afrikanischen Orthopterenfauna. Er beschrieb über fünfzig neue Spezies und zahlreiche neue Genera von Orthopteren aus Delagoa, Transvaal und dem Somaliland. Ein Verwandter, der Missionar Henri-Alexandre Junod, verschaffte ihm besonders wertvolles Material aus Südafrika.
Daneben war aber die hymenopterologische Tätigkeit keinesfalls vernachlässigt; freundschaftliche Beziehungen zu den Hymenopterologen Emil Frey-Gessner in Genf, Theodor Steck in Bern und zu dem Bienenspezialisten Heinrich Friese in Schwerin, dessen persönliche Bekanntschaft er 1886 machte, sorgten dafür. Im Jahre 1884 beispielsweise unternahm Schulthess gemeinsam mit Frey-Gessner eine Exkursion ins Wallis, 1913 sammelte er mit Steck und dem Engländer Morice in Tunesien, und 1923 begleitete er Braun-Blanquet auf dessen Exkursion nach Marokko. Bereits im Jahre 1887 erschien Schulthess’ erster Teil seiner monographischen Bearbeitung der schweizerischen Faltenwespen als Beilage zu den Mitteilungen der Schweizerischen Entomologischen Gesellschaft. Dort waren auch zwei aus dem Wallis und Tessin neu entdeckte Wespenarten sowie eine bislang unbekannte Varietät beschrieben.
Mit den Jahren kam auf diese Weise neben seiner Hymenopterensammlung auch eine grosse, wertvolle Forschungssammlung an Orthopteren mit über 2000 Arten zustande, die er im Jahre 1910 dem Entomologischen Institut der Eidgenössischen Technischen Hochschule Zürich vermachte. Noch heute wird seine Sammlung als historisch und wissenschaftlich wichtig betrachtet. Insbesondere die Sammlung speziell der Überfamilie Vespoidea wird als wichtige Weltsammlung eingestuft, da sie sehr umfangreich ist und viele Arten einschliesst. Schulthess hat sich besonders auf diese Familie konzentriert und hier insbesondere Eumenidae gesammelt. Zitat: „Die Sammlung Schulthess ist die wohl bedeutendste Sammlung der ETH in Bezug auf Typen; die Sondersammlung von Vespoidea ist sehr umfangreich. Proben sind meist beschriftet; für die Entschlüsselung einiger Standorte ist jedoch Fachwissen erforderlich.“
Aus zahlreichen Museen und aus Sammelausbeuten vieler wissenschaftlicher Expeditionen, vor allem aus dem gesamten Afrika, von Madagaskar, Palästina, dem Persischen Golf, von Ostindien, China, Japan und den Philippinen, von Australien und Mittelamerika wurden ihm Faltenwespen zur Bestimmung anvertraut oder überlassen. Die Publikationen über diese Forschungsarbeiten liessen seine Autorität in der Vespiden-Systematik immer mehr erkennen. Insgesamt beschrieb und charakterisierte Schulthess über 150 neue Hymenopterenarten.
Die im Jahre 1903 von Schulthess publizierte Studie Das Domleschg in Graubünden, eine xerothermische Lokalität fand grosse Beachtung. Hierin werden – im Anschluss an früher durchgeführte Untersuchungen von Stoll – anhand der Hymenopteren- und Orthopterenarten die faunistischen Verhältnisse dieses Untersuchungsgebietes charakterisiert.

#### Würdigungen
Von anderen Systematikern wurden neue Arten nach Schulthess benannt, so die südafrikanische Blattwespe Arge schulthessi Konow und die marokkanische Biene Haliktus schulthessi Blüthgen.
Anton von Schulthess wurde für das Handbuch von Otto Schmiedeknecht Die Hymenopteren Nord- und Mitteleuropas mit der Bearbeitung der Vespidae betraut.
Über 50 Jahre gehörte Schulthess dem Vorstand der Schweizerischen Entomologischen Gesellschaft an, deren Ehrenmitglied er war. In drei Wahlperioden, 1889 bis 1892, 1901 bis 1904 und 1931 bis 1934, hatte er auch den Vorsitz der Gesellschaft inne. Zum Anlass des 75-jährigen Jubiläums der Gesellschaft blickte er in seinem Festvortrag auf die geschichtliche Entwicklung der entomologischen Forschung in der Schweiz zurück. Die Entomologia Zürich würdigte seine Verdienste mit seiner Ernennung zum Ehrenpräsidenten.
Anton von Schulthess gehörte auch dem Permanenten Ausschuss für die Internationalen Entomologen-Kongresse an. Ihm ist zu verdanken, dass nach dem Ersten Weltkrieg die Wiederaufnahme der internationalen entomologischen Beziehungen durch den Dritten Internationalen Kongress für Entomologie möglich wurde. Diesen Kongress, im Sommer 1925 in Zürich abgehalten, organisierte und leitete er. An anderen internationalen Entomologen-Kongressen in Brüssel, Oxford und Paris vertrat er die Schweiz als offizieller Delegierter des Bundesrates.

## Schriften (Auswahl)
zur Medizin
- Die Fürsorge für die Kriegsverwundeten einst und jetzt. In: 104. Neujahrsblatt der Zürcherischen Hülfsgesellschaft. Schulthess, Zürich 1904.[17]
- Die kulturelle Bedeutung der Tuberkulose. Sammlung der Tuberkulose-Kommission Zürich-Stadt, 1911.[18]

zur Insektenkunde
- Fauna insectorum helvetiae. Hymenoptera. Fam. Diploptera Latr. (Vespida aut.) Friedrich Rothermel, Schaffhausen 1887 (PDF; 45 MB).
- Das Domleschg in Graubünden, eine xerothermische Lokalität. In: Kranchers Entomologisches Jahrbuch. 1904, S. 171–178 (PDF; 943 kB).
- Neue äthiopische Eumenidinen (Vespiden). In: Verhandlungen der Zoologisch-Botanischen Gesellschaft in Wien. Früher: Verhandlungen des Zoologisch-Botanischen Vereins in Wien. Band 73, 1921, S. 1–4 (PDF; 463 kB).
- Beitrag zur Kenntnis der Gattung Alastor Lep. (Hym. Vesp.) [Anmerkung: Fortsetzung]. In: Konowia. Zeitschrift für systematische Insektenkunde. Band 4, Heft 3–4, Wien 1925, S. 195–209 (PDF; 1,2 MB).
- Zur äthiopischen Vespidenfauna. (Hym.) Rhynchia synagroidea et affinia. In: Deutsche Entomologische Zeitschrift (= Berliner Entomologische Zeitschrift und Deutsche Entomologische Zeitschrift in Vereinigung). Heft 4, 1928, S. 305–335 (PDF; 1,3 MB).
- Die Ausbeute der Deutschen Chaco-Expedition 1925/26. Hymenoptera. I Vespidae (Vespinae et Eumenidinae). In: Mitteilung aus der Württembergischen Naturaliensammlung in Stuttgart. Nr. 211. Sonder-Abdruck aus „Konowia“, Band XV, 1936, Heft 3/4, (S. 176–179).